# Laico & Ledger Hotels
Laico & Ledger Hotels est un groupe hôtelier africain opérant les enseignes quatre et cinq étoiles Laico et Ledger Plaza. Son siège social est situé à Tunis en Tunisie.

## Histoire
Le groupe est fondé en 2008 par le groupe privé tunisien Tunisian Travel Service et le fonds d'investissement libyen Libya Arab Africa Investment Company (Laaico). Laaico possède déjà six hôtels de chaînes internationales qui ont pris le nom du groupe,.
En 2017, le groupe Laico & Ledger Hotels compte onze hôtels en Afrique. Ils sont localisés dans les principales capitales africaines et stations balnéaires en Gambie, Tunisie, Ouganda, Burkina Faso, Kenya, Tanzanie, République centrafricaine, Guinée-Bissau, Congo et Tchad.